# Befreiung des Konzentrationslagers Auschwitz

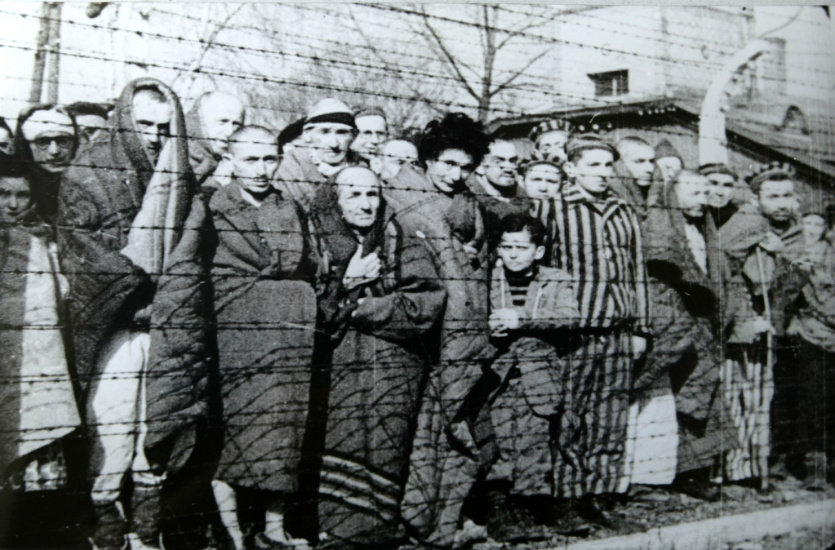
Befreite Gefangene von Auschwitz, 1945. Fotograf unbekannt.

Am 27. Januar 1945 wurde das Konzentrationslager Auschwitz im deutsch besetzten Polen, in dem mehr als eine Million Menschen im Zuge der „Endlösung“ der Nazis umgebracht wurden – durch die Rote Armee während der Weichsel-Oder-Operation befreit. Obwohl die meisten der Gefangenen zu Todesmärschen gezwungen wurden, waren 9.000 zurückgelassen worden. Die Sowjetsoldaten, welche den Überlebenden helfen wollten, waren schockiert von dem Ausmaß der nationalsozialistischen Gewaltverbrechen. Das Datum gilt als internationaler Holocaust-Gedenktag.

## Hintergrund
Zwischen 1940 und 1945 wurden etwa 1,3 Millionen Menschen (hauptsächlich Juden) von den Nationalsozialisten nach Auschwitz deportiert; 1,1 Millionen von ihnen wurden ermordet. Dazu zählen neben 960.000 Juden, die Opfer des Holocaust wurden, auch knapp 20.000 deportierte Sinti und Roma im Rahmen des Völkermordes an den „Zigeunern“. Im August 1944 gab es mehr als 135.000 Häftlinge in dem Lagerkomplex. Größere Häftlingsgruppen wurden zum Arbeitseinsatz ins Deutsche Reich verlegt. Im Vorfeld der Räumung befanden sich in den beiden Lagern Auschwitz I (Stammlager) und Auschwitz II (Birkenau) rund 31.000 Häftlinge, weitere 36.000 in annähernd 30 Außenlagern. Nachdem die Rote Armee die Weichsel-Oder-Operation gestartet hatte und sich dem Lager näherte, wurden zwischen dem 17. und 21. Januar 1945 fast 56.000 Häftlinge gezwungen, auf einem Todesmarsch westwärts zu gehen. Die Häftlinge wurden bei strengem Frost größtenteils nach Loslau, zum geringeren Teil auch nach Gleiwitz (Gliwice) getrieben, wo sie in offenen Güterwagen zumeist in Konzentrationslager in Deutschland transportiert wurden. 15.000 Häftlinge mussten zu Fuß von Gleiwitz ins  KZ Groß-Rosen marschieren. Die Befreiung des Lagers war jedoch kein spezifisches Ziel der Roten Armee, sondern geschah infolge ihres Vormarsches nach Westen durch Polen. Die Rote Armee hatte bereits Anfang bis Mitte 1944 Konzentrationslager im Baltikum befreit, weitere Konzentrationslager wurden bis zur Kapitulation Deutschlands und dem Ende des Zweiten Weltkriegs in Europa im Mai 1945 befreit.

## Befreiung

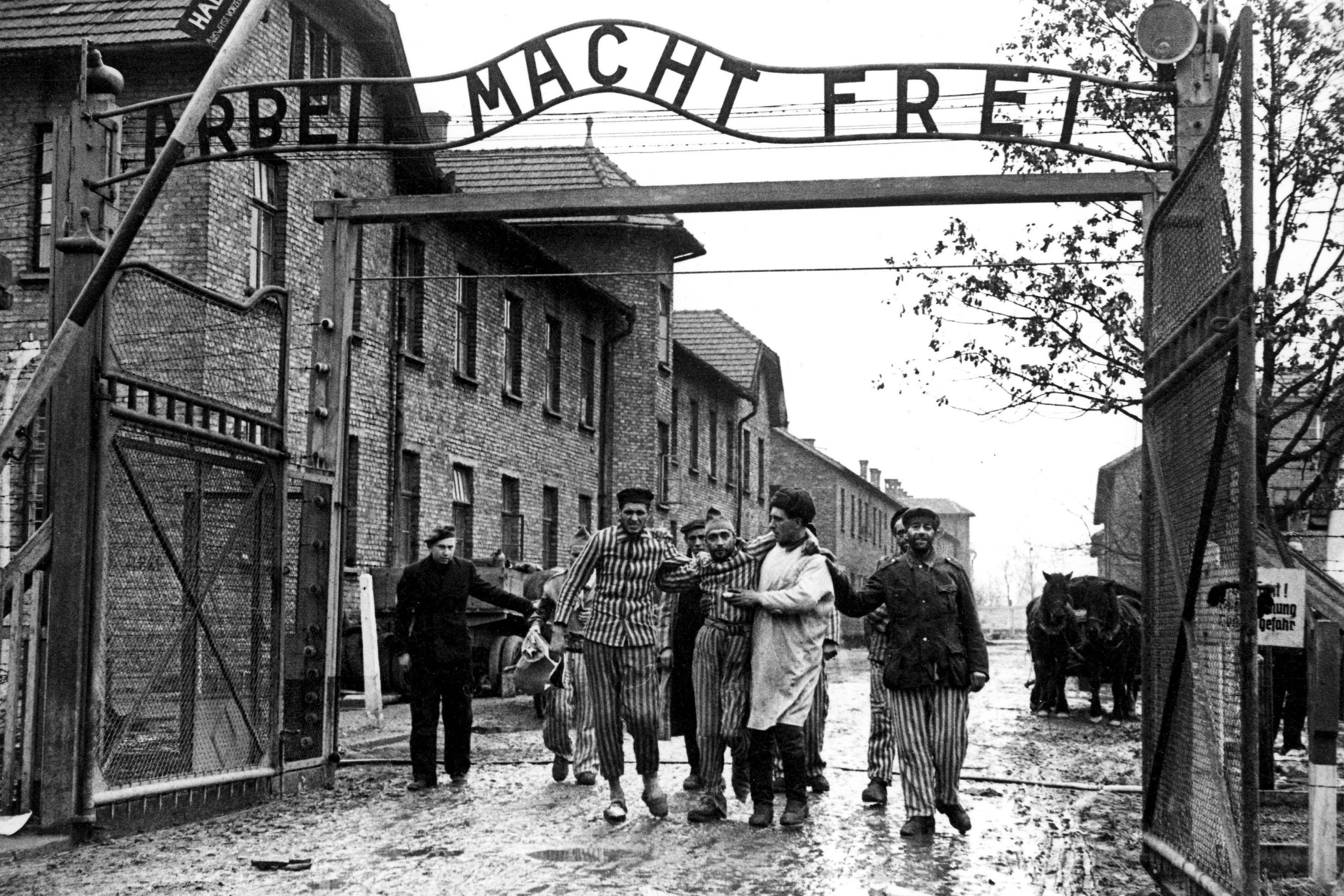
Häftlinge nach der Befreiung

Soldaten der Roten Armee aus der 322. Schützendivision erreichten Auschwitz am 27. Januar 1945 um 15:00 Uhr. Insgesamt starben 231 Soldaten der Roten Armee bei den Kämpfen rund um das KZ Auschwitz III (Monowitz), KZ Auschwitz II (Birkenau) und KZ Auschwitz I (Stammlager) sowie in der Stadt Oświęcim und dem Dorf Brzezinka. Für die meisten Überlebenden gab es keinen klaren Moment der Befreiung. Nach dem Todesmarsch vom Lager hatten die SS-Wachen das Gebiet verlassen.
Fast 9.000 Gefangene blieben zurück, die meisten von ihnen waren aufgrund der Haftbedingungen schwer krank. Die Mehrheit der Zurückgelassenen waren Erwachsene mittleren Alters oder Kinder unter 15 Jahren. Die Rotarmisten fanden außerdem 600 Leichen, 370.000 Männeranzüge, 837.000 Stück Frauenkleidung und sieben Tonnen (7,7 US-Tonnen) menschlicher Haare. Im Lager Monowitz gab es etwa 800 Überlebende; auch dieses Lager wurde am 27. Januar von der sowjetischen 60. Armee, Teil der 1. Ukrainischen Front, befreit.
Kampferprobte sowjetische Soldaten, die den Tod im Gefecht gewohnt waren, waren von der Behandlung der Häftlinge durch die Lager-SS schockiert.  In einigen Artikeln der „Prawda“ und in weiteren sowjetischen Zeitungen folgten die Autoren der sowjetischen Propaganda und erwähnten Juden nicht in ihren Berichten über die Befreiung.
Sobald die Befreiungskräfte eintrafen, versuchten sie, mit Unterstützung des Polnischen Roten Kreuzes den Überlebenden zu helfen, indem sie medizinische Versorgung und Nahrung organisierten; Krankenhäuser der Roten Armee kümmerten sich um 4.500 Überlebende. Es gab auch Bemühungen, das Lager zu dokumentieren. Noch im Juni 1945 befanden sich 300 Überlebende im Lager, die zu schwach waren, um verlegt zu werden.

## Gedenken
Der Jahrestag der Befreiung wird von den Vereinten Nationen und der Europäischen Union als Internationaler Holocaust-Gedenktag anerkannt. Zum 75. Jahrestag im Jahr 2020 wurde ein Forum von Staats- und Regierungschefs – das Welt-Holocaust-Forum – in Israel von Präsident Reuven Rivlin ausgerichtet. Zu den Teilnehmern gehörten die Sprecherin des US-Repräsentantenhauses Nancy Pelosi, der russische Präsident Wladimir Putin, Charles, Prinz von Wales, der deutsche Bundespräsident Frank-Walter Steinmeier und der ukrainische Präsident Wolodymyr Selenskyj.